# Reisenbach (Itter)
Der Reisenbach ist ein 12,5 Kilometer langer Bach im baden-württembergischen Neckar-Odenwald-Kreis, der nach insgesamt westlichem Lauf beim Wohnplatz Antonslust der Stadt Eberbach im Rhein-Neckar-Kreis von links in die Itter mündet. Der Bach hat dem Ortsteil Reisenbach der Odenwald-Gemeinde Mudau den Namen gegeben.

## Name
Der gleichnamige Ort Reisenbach wird in den mittelalterlichen schriftlichen Aufzeichnungen als Rysenbach (1292) oder Rysenbuch/Reysembuch (1369, 1468) bezeichnet. Das Bestimmungswort mittelhochdeutsch rīs bedeutet „Zweig, Ast, Strauchwerk“. Das ursprüngliche Grundwort könnte -bach oder auch -buch „Buchenwald“ gewesen sein.

## Geographie

### Verlauf
Der Hauptquellbach des Reisenbachs entspringt am bewaldeten Heunenbuckel (530,6 m ü. NHN) südlich von Unterscheidental, den er in einem nach Norden ausholenden Bogen umfließt. Danach mündet auf etwas unter 440 m ü. NHN vom Rand der Rodungsinsel um Wagenschwend im Süden her ein etwas kürzerer und einzugsgebietsärmerer, namenloser Waldbach. Auf dem sich anschließenden Westlauf kerbt er sich weiter in den Buntsandstein-Odenwald ein. Im Reisenbacher Grund (360 m) empfängt er aus dem Nordosten den dritten Quellbach, der von der hochgelegenen Ortschaft Reisenbach (540 m) kommend, auf seinem nur 1,8 km langen Lauf steiler als die vorigen zwei ins Tal abfällt. Vom Reisenbacher Grund aus schlägt der Reisenbach in einem engen bewaldeten Kerbtal nun einen stark nach Norden ausholenden Bogen um die Hochfläche des Winterhauchs. Dann nimmt er bei Antonslust, einem Wohnplatz der Stadt Eberbach, von links und Südosten den Höllbach auf, seinen nach Länge wie Einzugsgebiet größten Zufluss. 500 Meter weiter westlich schon mündet er von rechts und Osten in die untere Itter.

### Einzugsgebiet
Es umfasst 38,2 km², liegt naturräumlich im Unterraum Zentraler Sandsteinodenwald der Odenwalds und ist weit überwiegend bewaldet. Im Nordwesten grenzt es ans Einzugsgebiet der aufwärtigen Itter, im Norden an das kleinerer Zuflüsse von ihr. Im Nordosten liegt das Quellgebiet der langen Elz. Hinter der östlichen Grenze führt deren großer Nebenfluss Trienzbach dieser das Wasser zu. Jenseits der südöstlichen Scheide läuft der bei Neckargerach mündende Seebach wie zuvor die bedeutendere Elz zum Neckar. Im restlichen Süden konkurriert der Holderbach, der erst kurz vor deren Mündung in den Neckar der Itter zuläuft; auf dem Bergrücken zwischen dessen Tal und dem des großen Reisenbach-Zuflusses Höllbach steht an der Südwestecke des Einzugsgebietes die größte Erhebung des ganzen Odenwaldes, der 626,8 m ü. NHN hohe Katzenbuckel.

### Zuflüsse
Hierarchische Liste der Zuflüsse zum Hauptstrang von der Quelle zur Mündung. Gewässerlänge, Seefläche, Einzugsgebiet und Höhe nach den entsprechenden Layern auf der Onlinekarte der LUBW. Andere Quellen für die Angaben sind vermerkt.
Quelle des Reisenbachs auf etwa 512 m ü. NHN am Nordostfuß des Heunenbuckels (530,6 m ü. NHN) südöstlich von Mudau-Unterscheidental.
- (Waldbach), von links und Süden auf knapp 440 m ü. NHN, 2,0 km und 2,6 km². (Der Hauptast hat bis hierher schon 2,4 km Länge und ein Teileinzugsgebiet von 3,0 km².)  Entsteht auf etwa 518 m ü. NHN am Waldrand der Rodungsinsel von Limbach-Wagenschwend.
- Reisenbächlein, von rechts und Nordosten auf etwa 357 m ü. NHN bei Mudau-Reisenbacher Grund, 1,9 km und 2,2 km². Entsteht auf etwa 535 m ü. NHN am Dorfrand von Mudau-Reisenbach.
- Höllbach, von links und Südosten auf etwa 180 m ü. NHN in Eberbach-Antonslust, 6,5 km und 14,6 km².
  - Entfließt auf etwa 525 m ü. NHN einem  1,2 ha großen Stauweiher im Wald östlich von Waldbrunn-Mülben. Hat zwei größere linke Zuflüsse.
  - (Bach aus der Scheuerklinge), von links auf etwa 305 m ü. NHN bei Waldbrunn-Oberhöllgrund, 1,1 km und ca. 1,7 km².
  - (Bach aus der Eisigklinge), von links auf etwa 224 m ü. NHN bei Waldbrunn-Unterhöllgrund, 1,7 km und ca. 3,4 km².

Mündung des Reisenbachs auf etwa 168 m ü. NHN von links und zuletzt Osten in die untere Itter wenig westlich von Eberbach-Antonslust.

### Verkehr
Aus Reisenbach kommend, begleitet die Kreisstraße K 3921 die Nordseite des Talgrunds. Nach dem Übertritt in den Rhein-Neckar-Kreis trägt sie die Ordnungsnummer K 4114. Kurz vor der Mündung im Ittertal unterquert der Bachlauf die „Hessische“ Odenwaldbahn.

### LUBW
Amtliche Online-Gewässerkarte mit passendem Ausschnitt und den hier benutzten Layern: Karte von Lauf und Einzugsgebiet des Reisenbach

Allgemeiner Einstieg ohne Voreinstellungen und Layer: Daten- und Kartendienst der Landesanstalt für Umwelt Baden-Württemberg (LUBW) (Hinweise)
1. 1 2 3  Höhe nach dem Höhenlinienbild auf dem Hintergrundlayer Topographische Karte.
2. 1 2  Länge nach dem Layer Gewässernetz (AWGN).
3. ↑  Einzugsgebiet aufsummiert aus den Teileinzugsgebieten nach dem Layer Basiseinzugsgebiet (AWGN).
4. ↑  Seefläche nach dem Layer Stehende Gewässer.
5. ↑  Einzugsgebiet nach dem Layer Basiseinzugsgebiet (AWGN).
6. ↑  Höhe nach schwarzer Beschriftung auf dem Hintergrundlayer Topographische Karte.

### Andere Belege
1. ↑  Abfluss-BW - Daten und Karten
2. ↑  Albrecht Greule: Deutsches Gewässernamenbuch. Walter de Gruyter, Berlin / Boston 2014, ISBN 978-3-11-057891-1, S. 432, „Reisenbach“ (Auszug in der Google-Buchsuche).
3. ↑  Otto Klausing: Geographische Landesaufnahme: Die naturräumlichen Einheiten auf Blatt 151 Darmstadt. Bundesanstalt für Landeskunde, Bad Godesberg 1967. → Online-Karte (PDF; 4,3 MB)
4. ↑  Josef Schmithüsen: Geographische Landesaufnahme: Die naturräumlichen Einheiten auf Blatt 161 Karlsruhe. Bundesanstalt für Landeskunde, Bad Godesberg 1952. → Online-Karte (PDF; 5,1 MB)